# Smash (Offspring-album)
Smash er The Offsprings tredje album. Flere hits som "Self Esteem" og "Come Out And Play" kommer herfra. Albummet har solgt 12 millioner eksemplarer over hele kloden.

## Spor
Alle sange skrevet og komponeret af Dexter Holland, except where noted . 
| Nr.           | Titel | Længde |
| ------------- | --- | ------ |
| 1.            | "Time to Relax" (Intro) | 0:25   |
| 2.            | "Nitro (Youth Energy)" | 2:27   |
| 3.            | "Bad Habit" | 3:43   |
| 4.            | "Gotta Get Away" | 3:52   |
| 5.            | "Genocide" | 3:33   |
| 6.            | "Something to Believe In" | 3:17   |
| 7.            | "Come Out and Play" ("Come Out and Play (Keep 'Em Separated)" on the remastered edition)                                                                    | 3:17   |
| 8.            | "Self Esteem" | 4:17   |
| 9.            | "It'll Be a Long Time" | 2:43   |
| 10.           | "Killboy Powerhead" (The Didjits cover) | 2:02   |
| 11.           | "What Happened to You?" | 2:12   |
| 12.           | "So Alone" | 1:17   |
| 13.           | "Not the One" | 2:54   |
| 14.           | "Smash" (song ends at 2:52, spoken outro lasts until 3:05, outro riff lasts until 4:10, hidden track "Come Out and Play (Acoustic Reprise)" begins at 9:10) | 10:42  |
| Total længde: | Total længde: | 46:47  |